# 1552 en santé et médecine
| Années de la santé et de la médecine : 1549 - 1550 - 1551 - 1552 - 1553 - 1554 - 1555    |
| Décennies de la santé et de la médecine : 1520 - 1530 - 1540 - 1550 - 1560 - 1570 - 1580 |

Cet article présente les faits marquants de l'année 1552 en santé et médecine.

## Événements
- 1er janvier : les hospices de Beaune accueillent leur premier patient[1].
- Juin : au siège de Damvillers, Ambroise Paré redécouvre[2] la ligature des artères après amputation.

## Publications
- Jacques Daléchamps édite à Lyon, chez Guillaume Rouillé, le « traité sur la peste » de Raymond Chalin de Vinario (fl. 1350-1382[3]).
- Parution à Bologne, chez Bartolomeo Bonardo, du traité De sclopetorum et bombardarum vulnerum curatione (« Du traitement des blessures causées par les arquebuses et les canons »), de  Bartolomeo Maggi (it) (1472-1552), l'année même de la mort de l'auteur[4].
- Alfonso Ferri († 1595), chirurgien italien, fait paraître à Rome, chez Valerio et Luigi Dorici, son traité sur les blessures par arquebuse[5].

## Naissances
- 27 février :  Ludovico Settala (mort en 1633), médecin italien[6].
- Giulio Cesare Casseri (mort en 1616), anatomiste italien, le premier à décrire le polygone de Willis[7], surtout connu comme auteur de Tabulae anatomicae (1627) et d'un De Vocis auditusque organis (c.1600[8],[9]).
- Lorenz Scholz von Rosenau (mort en 1599), médecin et botaniste allemand, auteur de Aphorismorum medicinalium[10].

## Décès
- 12 décembre : Paul Jove (né en 1483), historien lombard, docteur en médecine, auteur d'un Traité des poissons romains (De romanis piscibus libellus) paru en 1524[11].
- Bartolomeo Maggi (it) (né en 1472), chirurgien et médecin à Bologne, au service du cardinal de Monte qui, élu pape sous le nom de Jules III, en fait son Premier médecin, et auteur d'un traité sur les plaies par arme à feu (De sclopetorum et bombardarum vulnerum curatione), paru l'année même de sa mort[12].